# Tauno Vahter
Tauno Vahter (* 18. Februar 1978 in Tallinn) ist ein estnischer Übersetzer, Verleger und Schriftsteller.

## Leben
Vahter studierte an der Universität Tartu und machte dort 2002 seinen Abschluss im Fach „Öffentliche Verwaltung“. Bereits seit 1999 arbeitete er beim Verlag Tänapäev, dessen Direktor er seit 2008 ist.

## Werk
Vahter debütierte 2006 mit Kurzgeschichten und legte 2020 sein erstes Buch vor. Die Novellensammlung kandidierte für den Betti-Alver-Debütpreis und wurde vielfach positiv rezensiert. Zusammenfassend resümierte ein Kritiker: „Im Ergebnis sieht man, dass man gar keinen magischen Realismus braucht, die Realität selbst kann magisch sein.“ Die Novellen spielen teilweise in der Sowjetzeit, also der Kindheit des Verfassers, teilweise sind sie auch sehr aktuell, wenn beispielsweise die Coronapandemie zur Sprache kommt. Schon aufgrund seines ersten Novellenbandes ist sein Werk mit dem von Maimu Berg und Armin Kõomägi verglichen worden.
Vahter übersetzt auch aus dem Finnischen – beispielsweise Werke von Sofi Oksanen, Arto Paasilinna und eine Biografie von Urho Kekkonen – und aus dem Englischen – u. a. Paul Reiser, Scott Adams oder die Autobiografie von Ronald Reagan.

## Auszeichnungen
- 2021 Friedebert-Tuglas-Novellenpreis
- 2022 Eduard Vilde-Preis

## Bibliografie
- Pikaajaline kokkusaamine ('Langfristiges Treffen'). Tallinn: Tänapäev 2020. 184 S.
- Madis Jeffersoni 11 põgenemist  ('Die 11 Fluchten des Madis Jefferson') Tallinn: Tänapäev 2021. 256 S. (Roman)
  - auf Deutsch: Die 11 Fluchten des Madis Jefferson. Aus dem Estnischen übersetzt von Maximilian Murmann. Residenz Verlag, Salzburg, Wien 2024. 253 S., ISBN 978 3 7017 1781 1
- Hea venelane  ('Der Gute Russe') Tallinn: Tänapäev 2022.(Roman)
- Elevandi üksildus ('Die Einsamkeit von Elefanten') Tallinn: Tänapäev 2024 (Roman)

## Sekundärliteratur
- Kaupo Meiel: Tauno Vahter ja meie elu lood, in: Looming 1/2021, S. 130–132.